# Consortium WIYN
Le Consortium WIYN a pour membres fondateurs l'université du Wisconsin à Madison (W), l'université de l'Indiana (I), l'université Yale (Y) et la National Optical Astronomy Observatory (N). L'université Yale s'est retirée du consortium WIYN le 1er avril 2014 et a été remplacée par l'université du Missouri à l'automne de la même année. En 2015, un partenariat NASA-NSF appelé NN-EXPLORE a repris la part de la NOAO, bien que la NOAO gère toujours le fonctionnement. L'université Purdue a rejoint le consortium en 2017 pour une période de trois ans.
Le consortium exploite deux télescopes de 3,5 m et de 0,9 m diamètre.
Les universités ont financé la construction du télescope WIYN à l'observatoire de Kitt Peak (KPNO) en 1994.
En 2001, le Consortium WIYN a pris le contrôle du télescope de 0,9 m (36 pouces) de KPNO, construit en 1960, et l'a rebaptisé WIYN 0.9 m Telescope. Ce petit mais populaire télescope était en danger d'être mis sous cocon pour des raisons budgétaires.